# Ким Бон Чжун
Ким Бон Чжун (англ. Bong Jun Kim, кор. 김봉준; род. 13 мая 1964, Хонам, Южная Корея) — южнокорейский боксёр-профессионал, выступавший в минимальной (Minimumweight) весовой категории. Являлся чемпионом мира по версии ВБА (WBA).